# Шахар (спільнота)
Інгуські товариства (шахари) - середньовічні територіальні об'єднання інгушів, засновані на географічному об'єднанні кількох селищ і призначені для умовного адміністративно-територіального розмежування інгушського етносу. Формування та функціонування більшості з них відноситься до пізнього Середньовіччя (XVI-XIX ст.). Протягом цього періоду їх межі, число та назви змінювалися. Виділялися такі інгушські суспільства: Джейрахське, Кістінське (Фяпінське, Чулхоєвське), Галгаєвське (або Хамхінське), Цорінське, Галашевське, Назранівське, Орстхойці.
Назви товариств в основному походили від найменувань місцевості їхньої локалізації, тобто в їх основі лежав географічний принцип. Незважаючи на те, що в зазначений період інгуші мешкали в відносно замкнутих умовах гірських ущелин, що сприяло більш розмежуванню за територіальністю, ніж згуртуванням навколо єдиного центру, вони зберігали самосвідомість єдиного етносу, засновану на спільній культурі та єдиній мові..
Інгуські суспільства в літературі іноді називаються «шахарами» (від інг. шахар, що означає «суспільство», «район»). Термін «шахар» позначав у давніх державах Передньої Азії уділи, куди вони адміністративно і територіально ділилися. Суспільства (шахи) середньовічної Інгушетії так само були територіальними одиницями. Також існує версія, що шахар — запозичення з перської мови.

## Історична довідка
Розпад Аланської держави у XIII ст. і відтік її населення у гори, що закріпилося на схід і захід від Дар'яла шляхом будівництва фортець, послужили основою формування нових етнотериторіальних спільнот. Селища, розташовані в гірській зоні, групувалися в основному локальними ущелинами, що сприяло їх етнополітичній консолідації в відокремлені територіальні товариства/райони (інг. шах'яраш). До кінця XVI ст., мабуть, вже склалися основні територіальні товариства інгушів. Ґрунтуючись на даних російських джерел XVI-XVII ст., називають кілька територіальних товариств інгушів, робиться висновок, що в Інгушетії і в XV ст. існувало приблизно така сама кількість територіальних товариств, кожне з яких об'єднувало кілька селищ, робиться висновок, що в Інгушетії та в XV ст. існувало приблизно така сама кількість територіальних громад, кожне з яких об'єднувало кілька селищ.
Згодом кількість і кордони товариств змінювалися, це відбувалося внаслідок міграційних процесів інгушомовного населення, зокрема пов'язаних із переселенням інгушів на площину (рівнину). Вони почалися досить рано, вже невдовзі після відходу Тимура з Північного Кавказу. Вони на ранньому етапі мали характер окремих військово-політичних акцій, що вживаються інгушами на рівнинних землях з метою протидії закріпленню ними зайвих кочових народов. Окремі епізоди, пов'язані з цим часом, відбито в одному з інгушських переказів, записаному в XIX ст. етнографом Албастом Тутаєвим, де фігурують представники Галгаєвського товариства Гірської Інгушетії. Також народна пам'ять зберегла найважливіші епізоди з подій, пов'язаних із освоєнням площинних земель. Зокрема, в записаному в гірському селищі Пхамат І. А. Дахкільговому переказі розповідається про те, як зібралися імениті чоловіки з територіальних громад Інгушетії з метою об'єднання країни. Присутні ухвалили, що відтепер всі вони іменуватимуться єдиним ім'ям — «Галга», припинять чвари й почнуть організовано виселятися на площину. Ймовірно, ці події були пов'язані з освоєнням земель у верхів'ях Сунжі та Камбіліївки, де й виникли найстаріші у цьому районі населені пункти інгушів Ахкі-Юрт та Ангушт.
Зміна назв та кількості товариств відбувалося також через перенесення сільських правлінь з одного селища до іншого. Так, наприклад, Кистинське (Фяппінське) суспільство почало називатися Мецхальським, а Галгаєвське суспільство поділилося на два — Цорінське і Хамхінське.